# Où sont nos amoureuses
Pour plus de détails, voir Fiche technique et Distribution.
Où sont nos amoureuses est un documentaire français de Robin Hunzinger sorti en 2007.

## Synopsis
Ce film documentaire raconte le destin de deux jeunes femmes, Emma Pitoizet et Thérèse Pierre, professeures toutes les deux, dans les années 1930 et qui tentent de construire ensemble une vie à la fois engagée et amoureuse. L’été 35, elles font « le voyage en URSS » et songent à adopter un enfant. Leur émancipation va se transformer en apprentissage douloureux puis en épreuve. En 40, après avoir brutalement rompu, elles se trouvent confrontées à la catastrophe : Emma, mariée, vivra dans une Alsace annexée par l’Allemagne nazie, et s’y reniera dans la douleur. Thérèse s’engagera dans la Résistance en Bretagne. Arrêtée par la Gestapo, elle meurt sous la torture en 43. Elle n’a pas parlé. 
L’enjeu du film est dans la trajectoire de ces deux vies. Deux vies qui furent d’abord pensées et rêvées comme un tout libre et splendide et qui se séparent au moment même où l’Histoire les prend au piège. Celle-ci, comme un révélateur tragique, les précipite dès lors chacune à sa perte. 
Ce film construit à partir de documents et d’archives, situé dans les années 1930 et 1940, raconte la quête, aujourd’hui, du petit-fils d’Emma pour rassembler les morceaux brisés de ces deux vies en leur donnant une forme qui nous interroge tous.

## Autour du film
Il s’agit d’un apprentissage féminin d’autant plus sombre qu’il est précédé d’une émancipation lumineuse. En voulant vivre d'une vie intellectuelle pleine et riche, Emma et Thérèse font partie de l’histoire des femmes. Elles sont étudiantes à une époque où se développent les idéologies socialistes et marxistes, en même temps que le mouvement féministe. Leurs deux vies abordent ensemble l’amour exclusif, les amours libres, la bohème ; l’idée d’un géniteur pour mettre au monde un enfant, ou l’adoption d’enfant par un couple de femmes ; mais aussi la conscience politique et l’engagement (notion à la fois très loin et très près de nous). Tout ceci préfigurant l’époque du premier camping sauvage, de ses grandes marches à pied, sac à dos ; tout ceci au moment de l’effervescence née de la création de l’URSS et de la montée du nazisme. Cette destinée conjointe d’Emma et de Thérèse, période d’essor, de grande lumière, se situe entre 1929 et 1935. 

Leur rupture va brutalement les projeter face à elles-mêmes et dans l’Histoire. Le film interroge dès lors le choix et ses conséquences. Le climat politique de l’Alsace sous domination nazie, celui de la Bretagne occupée seront traités en arrière-plan de ces deux destins de femmes.

## Fiche technique
- Titre : Où sont nos amoureuses
- Réalisation : Robin Hunzinger
- Scénario : Claudie Hunzinger & Robin Hunzinger
- Interprétation : Bérangère Allaux
- Production : Real Productions, France 3
- Musique : Jean-Philippe Chalté
- Pays :  France
- Durée : 53 min

## Festivals
- États généraux du film documentaire, Incertains regards,  Lussas, France,  2007.
- Cosica.doc, Ajaccio, France, 2007.
- MEDIMED 2007, Sitges, Espagne, 2007.
- Festival des libertés, Bruxelles, Belgique, 2007.
- Festival du film documentaire Traces de vies, Compétition officielle, Clermont-Ferrand, 2007, grand prix.
- Sélection Télémaques 2007-2008.
- FIPATEL, Biarritz, France, 2008.
- Women’s International Film Festival, Miami, USA, 2008.

## Distinctions
- Etoile de la SCAM 2008
- Festival du film documentaire Traces de vies compétition officielle, Clermont-Ferrand, 2007, Grand Prix